# Боскето (Латина)
Боскето је насеље у Италији у округу Латина, региону Лацио.
Према процени из 2011. у насељу је живело 119 становника. Насеље се налази на надморској висини од 281 м.